# XTrackCAD
XTrackCAD — крос-платформова та вільна САПР для залізничного моделізму, створена на основі початкового коду програми XTrkCad та є її подальшим розвитком. Програма дозволяє виконувати завдання з проєктування, креслення та симуляції схем залізничних колій для макетів залізниць.

## Історія

### XtrkCad
У 1997, канадська компанія Sillub Technology випустила першу версію комерційної пропрієтарної САПР для конструювання схем моделей залізниць — XTrkCad 1.0.0 . Вартість реєстрації однієї копії програми станом на 1999 складала 65 USD (або ж 90 CAD для резидентів Канади)
30 грудня 2004, програму XtrCad було переведено в статус вільного програмного забезпечення. Сирцевий код програми було відкрито на умовах вільної ліцензії. Згодом репозитарій початкового коду було переміщено на SourceForge.
27 квітня 2007, активна розробка проєкту XtrkCad припинилася.

### XTrackCAD
Проєкт XTrackCAD був створений як форк програми XTrkCad, у відповідь на припинення активної розробки останньої. До складу команди розробників XTrackCAD входять і учасники розробки XTrkCad.

## Особливості розробки
Початковий код написаний на мові програмування С з використанням бібліотек графічного інтерфейсу X11. Розповсюджується під ліцензією GNU General Public License версії 2.
Бінарні збірки підготовлені в 32- і 64-розрядних варіантах для Linux (Ubuntu, Debian, Fedora, Mandriva, openSUSE), Windows і Mac OS X.

### Підтримка файлів
Програма має власні формати файлів конфігурації, проєктів та бібліотек елементів, котрі по суті є звичайними текстовими документами у кодуванні UTF-8, а також підтримує експорт векторних даних планів залізниць у форматах  DXF та SVG або у вигляді растрових зображень у форматах JPEG і PNG.
В комплекті з програмою йдуть бібліотеки елементів, що містять більшість відомих типових деталей моделей залізничних колій та вузлів що випускаются у продаж компаніями виробниками продукції для залізничного моделізму. Серед них також є і бібліотека елементів залізничних колій Lego Trains, що є серією іграшок LEGO присвячених залізничному моделізму.

## Застосування
XTrackCAD використовується моделістами у різних країнах світу, та найбільш популярний у США, Австралії, Англії, Німеччині, Австрії та Японії.
Програма неодноразово згадувалася у подкасті «Ryan Andersen's The Model Railcast Show».
У 2015, XTrackCAD було представлено на конференції NMRA Australasian Region Convetion 2015, а у січні 2016 матеріали цієї презентації було опубліковано в журналі «MainLine».
19 вересня 2016, Jeremy Janzen презентував XTrackCAD на зустрічі Gateway NMRA Meeting.

## Xtrk3DViewer
Xtrk3DViewer — це вільне програмне забезпечення для відображення файлів XTrackCAD у тривимірному просторі. Код програми написано на мові програмування C, з використанням WxWidgets для графічного інтерфейсу.